# Cricket internazionale nel 1898-1899
La stagione internazionale di cricket del 1898-1899 si è disputata dall'aprile dal settembre 1898 ad aprile 1899. La stagione ha succeduto quella del 1897-1898 e preceduto quella del 1899

## Sommario
| Tour internazionali | Tour internazionali | Tour internazionali | Tour internazionali | Tour internazionali | Tour internazionali | Tour internazionali |
| Data                | Squadra di casa     | Squadra ospite      | Risultato [Partite] | Risultato [Partite] | Risultato [Partite] | Risultato [Partite] |
| Data                | Squadra di casa     | Squadra ospite      | Test                | ODI                 | FC                  | LA                  |
| ------------------- | ------------------- | ------------------- | ------------------- | ------------------- | ------------------- | ------------------- |
| 14 febbraio 1898    | Sudafrica           | Inghilterra         | 0–2 [2]             | —                   | —                   | —                   |
| 17 febbraio 1898    | Australia           | Nuova Zelanda       | —                   | —                   | 0–2 [2]             | —                   |

## Febbraio

### Australia in Inghilterra
| Test No: 58 | 14–16 February | Murray Bisset | Lord Hawke | Old Wanderers, Johannesburg             | Inghilterra di 32 runs  |
| Test No: 59 | 1–3 April      | Murray Bisset | Lord Hawke | Newlands Cricket Ground, Città del Capo | Inghilterra du 210 runs |